# 이토 컴퍼니
이토 컴퍼니(일본어: イトーカンパニー)는 일본의 연예 기획사이다.

## 개요
1990년 설립 당시에는 모델 중심의 연예 프로덕션으로 경영하고 있었지만, 토모사카 리에의 브레이크를 계기로 업무를 확대.

## 소속 연예인
- 토모사카 리에
- 오오무라 아야코
- 아오이 유우
- 오카모토 코타로
- 카네코 노부아키
- 야마무라 미치
- 오치아이 모토키
- 이와이 나나세
- 후지에 레이나
- 야마자키 타이키
- 사사오카 아카리
- 니시우치 히로
- 히구치 유타
- 하타나카 토모유키
- 타나카 히로코
- MIINA (요코타 미나)
- KANON (츠야마 카논)
- 사가라 이츠키
- 미조구치 메구미
- 호시나 리카
- 아사쿠라 후유나